# Zabalius centralis
Zabalius centralis är en insektsart som beskrevs av Max Beier 1957. Zabalius centralis ingår i släktet Zabalius och familjen vårtbitare. Inga underarter finns listade i Catalogue of Life.